# Asthena corneata
Asthena corneata är en fjärilsart som beskrevs av Pierre Chrétien 1894. Asthena corneata ingår i släktet Asthena och familjen mätare. Inga underarter finns listade i Catalogue of Life.